# Falkenham
Falkenham est un village et une paroisse civile du Suffolk, en Angleterre.